# Lac Kamackociwtanak
Lac Kamackociwtanak är en sjö i Kanada.   Den ligger i regionen Mauricie och provinsen Québec, i den sydöstra delen av landet, 400 km norr om huvudstaden Ottawa. Lac Kamackociwtanak ligger 407 meter över havet. Arean är 0,64 kvadratkilometer. Den ligger vid sjön Lac Pikotcintoakan. Den sträcker sig 1,4 kilometer i nord-sydlig riktning, och 1,5 kilometer i öst-västlig riktning.
I omgivningarna runt Lac Kamackociwtanak växer i huvudsak barrskog. Trakten runt Lac Kamackociwtanak är nära nog obefolkad, med mindre än två invånare per kvadratkilometer.